# Phomopsis carnea
Phomopsis carnea är en svampart som först beskrevs av Lib. ex Thüm., och fick sitt nu gällande namn av Franz Petrak 1921. Phomopsis carnea ingår i släktet Phomopsis och familjen Diaporthaceae.   Inga underarter finns listade i Catalogue of Life.